# Канель, Фернан
Ферна́н Кане́ль (фр. Fernand Canelle; 2 января 1882, Париж — 12 сентября 1951) — французский футболист, серебряный призёр летних Олимпийских игр 1900.
На Играх 1900 в Париже Канель входил в состав французской команды. Его сборная, проиграв Великобритании, но выиграв у Бельгии, заняла второе место и получила серебряные медали.
Карьера футболиста Фернана Канеля началась в 14 лет, когда он начал играть за Клуб Франсе. Он становился чемпионом Франции в 1899,1900 и 1918 годах, а также шесть раз выигрывал кубок Манье (1897, 1898, 1899, 1900, 1901, 1903).